# 賢令帝姫
賢令帝姫（けんれいていき）は、北宋の神宗の七女。趙俁と趙偲の同母姉で、母は永嘉郡君林氏（後の婕妤、貴妃）。

## 経歴
生前の冊封に関する記録はない。元豊7年1月11日（1084年2月25日）、数え5歳で薨去し、申国公主の位を追贈された。父の神宗は朝廷を3日間停止し、医官をみな罰した。元符3年（1100年）3月、弟の徽宗により邢国長公主の位を再追贈された。政和4年（1114年）12月、賢令長帝姫の位を再追贈された。

## 伝記資料
- 『宋史』
- 『宋会要輯稿』